# キャンプ千歳
キャンプ千歳（キャンプちとせ、英語: Camp Chitose）は、北海道千歳市に所在するアメリカ空軍管轄の通信基地。1970年に閉鎖されたが、提供された区域は日本政府により引き続き保持されている。

## 概要
- 施設番号： FAC 1054
- 施設面積： 4,274,273m2
- 用途： 通信
- 使用部隊： なし
- 共同使用：陸上自衛隊

1945年（昭和20年）9月から、日本を占領する連合国の一国であるアメリカ軍が、旧千歳海軍航空隊の第1・第2・第3各飛行場および周辺の海軍施設や私有地を逐次接収して使用を開始したものであるが、1952年（昭和27年） 7月にキャンプ千歳（Camp Chitose、FAC 1002）として提供された当時は、3つの区域に分かれて運用されていた。
- 千歳第1地区（Chitose I） - 現・航空自衛隊千歳基地の西側の区域に所在
- 千歳第2地区（Chitose II） - 現・陸上自衛隊東千歳駐屯地からJR北海道千歳線の線路付近にかけての一帯に所在
- 千歳第3地区（Chitose III） - 現・陸上自衛隊東千歳駐屯地の北側区域に所在

このうち、第1・第2地区は部隊の撤退に伴う自衛隊への施設移管や一部返還を経てキャンプ千歳補助施設（Camp Chitose Annex、FAC 1002）に名称変更し、1976年（昭和51年）に全面返還された。第1・第2地区の規模縮小により、一部施設が集約されていた第3地区が現在も在日米軍に提供されているキャンプ千歳（FAC 1054）に相当し、日米地位協定第2条第4項a（米軍管理･共同使用）の適用施設・区域として陸上自衛隊が共同使用している。
また、在日米軍再編にかかる訓練の移転や、日米共同訓練実施の際に一時的に使用される施設・区域として、かつてキャンプ千歳の一部であった区域を含む自衛隊施設が、日米地位協定第2条第4項b（国等管理・一時共同使用）に基づき在日米軍に提供されている。
- 東千歳駐屯地（FAC 1066）東千歳駐屯地の一部、 提供面積：80,554m2
- 北海道・千歳演習場（FAC 1067）北海道大演習場などの一部、提供面積：約92,288,340m2
- 千歳飛行場（FAC 1068）千歳基地などの一部、提供面積：2,584,230m2

## 経緯
戦前から戦中にかけて千歳周辺には、日本海軍の飛行場が存在した。現在の航空自衛隊千歳基地にあたる場所に1,200mの第1飛行場、現在の陸上自衛隊東千歳駐屯地内に2,500mの第2飛行場（通称「連山滑走路」）と1,200mの第3飛行場が建設され、第41海軍航空廠も設置された。
戦後アメリカ軍が進駐すると、旧第1飛行場はアメリカ空軍千歳飛行場（Chitose Air Base）として敷地が拡張されるとともに滑走路の延伸・拡幅や諸施設の整備が行なわれ、飛行場から西側の接収区域とともに千歳第1地区（Chitose I）となった。旧2・第3飛行場周辺は、1951年（昭和26年）にオクラホマ州第45歩兵師団12,000名がアメリカ本土から移駐した際に大量の兵舎が建設され、射撃場や弾薬庫の設置によって付近一帯は演習場として接収区域が拡大し、千歳第2地区（Chitose II）および千歳第3地区（Chitose III）として本格的な拠点となった。サンフランシスコ講和条約の発効および旧日米安全保障条約の発効と同条約第2条に基づき締結された行政協定によって、1952年（昭和27年）にこれらの施設・区域はキャンプ千歳（FAC 1002）としてアメリカ軍に提供された。
1953年（昭和28年）に朝鮮戦争の休戦協定が成立するとアメリカ陸軍の戦闘部隊は本土への帰還を開始し、1956年（昭和31年）までに撤退が完了した。また、1957年（昭和32年）に千歳飛行場からアメリカ空軍の戦闘部隊が撤退すると、翌年に管制業務が航空自衛隊に返還され、1959年（昭和34年）に飛行場は正式に航空自衛隊へ移管された。こうしたアメリカ軍の縮小撤退に伴って第1・第2地区はキャンプ千歳補助施設（FAC 1002）と改称し、施設は次第に第3地区（キャンプ千歳、FAC 1054）へ集約されるようになった。
一方、戦闘部隊の撤退と前後して通信所としての機能が強化されると、第12アメリカ陸軍保安局フィールド・ステーション（12th U.S. Army Security Agency Field Station） による電波情報の収集・分析や無線中継、通信保全が行われるようになり、社会主義国の放送電波などを傍受して得た情報をアメリカ政府機関に提供するFBIS（外国放送情報サービス）もキャンプ千歳での活動を開始した。FBISはCIAの管轄下にあり、人員や財政面などはアメリカ大使館から支援を受けていたが、在日米軍に提供される施設・区域を軍隊ではない通常のアメリカ政府機関が使用することは日米地位協定で認められていないため、在日米陸軍へ編入する内部手続を経て活動していた。
その後、1969年（昭和44年）からのアメリカ国防予算削減方針や、同年7月にグアムで発表されたニクソン大統領の対アジア外交方針によってアメリカ軍の海外展開兵力や基地の削減が実施されたため、通称「クマ・ステーション」と呼ばれた通信所が1970年（昭和45年） に閉鎖され、キャンプ千歳における在日米軍部隊は空軍関係を除く大半が撤退した。また、同年から1972年（昭和47年）にかけて大陸間弾道ミサイルの発射を探知するOTHレーダー（440Lシステム）が設置され、アメリカ航空宇宙防衛軍（ADC）指揮下の第14通信中隊による運用が始まったが、1975年（昭和50年）に機能を停止して撤去されたため、キャンプ千歳から全ての在日米軍部隊は撤退した。
なお、キャンプ千歳補助施設は1968年（昭和43年）12月の第9回日米安全保障協議委員会（SCC）で提案された在日米軍施設・区域調整計画において、千歳第1・第2地区に残る通信施設の運用維持に必要な通行権の確保と、キャンプ千歳の支援に必要な施設（鉄道引込線、燃料貯蔵施設、貯水池、ミルクプラント、エア・ターミナルなど）の継続使用および当該施設への通行権の確保、または施設の移転を条件として、千歳第1地区は一部不要区域を即時返還し、残余は通信施設の移転後に返還すること、また千歳第2地区は陸上自衛隊の使用区域を即時返還し、残余は1971年（昭和46年）までに返還することが提示されており、在日米軍がキャンプ千歳から撤退したのち、1976年（昭和51年）に全面返還された。
現在のキャンプ千歳は、数次に及ぶ一部返還を経て面積は縮小したものの、在日米軍の使用実態が無いまま4,274,273m2が提供施設・区域として保持されているが、陸上自衛隊東恵庭通信所の施設や隊舎が老朽化し狭隘であったことから、1971年（昭和46年）4月、キャンプ千歳を代替施設として移転することを目的とした共同使用が日米合同委員会（JC）で合意に至り、同年7月に「キャンプ千歳の共同使用等に関する日米政府間協定」が締結されたことにより、日米地位協定第2条第4項a（米軍管理･共同使用）に基づいて陸上自衛隊が使用している。

## 沿革
- 1945年（昭和20年）9月9日 - 旧第2飛行場にアメリカ陸軍航空軍の将校数名が単機で着陸。

飛行場滑走路の延伸と拡幅を指示。
- 1945年（昭和20年）9月10日 - 旧第1飛行場にアメリカ陸軍航空軍第5空軍の先遣隊約20名が進駐する。

旧海軍財産の接収が開始される。
- 1945年（昭和20年）10月5日 - アメリカ陸軍航空軍第5空軍の一部200名が進駐する。

旧海軍施設と飛行場を占領財産として指定、用地約1,944haを接収。
- 1946年（昭和21年）2月18日 - アメリカ陸軍航空軍第49戦闘群（49th Fighter Group）が移駐。
- 1946年（昭和21年）4月 - アメリカ陸軍第11空挺師団（11th Airborne Division）約7,000名が移駐。
- 1948年（昭和23年）3月 -  アメリカ空軍（1947年に陸軍から分離）第49戦闘群が三沢飛行場（青森県）に移駐。
- 1949年（昭和24年）4月 - 第11空挺師団が撤退、第7歩兵師団（7th Infantry Division）約7,000名が移駐する。
- 1950年（昭和25年）5月 - 千歳飛行場が拡張される（1,049.4ha、滑走路2,700m×80m）。
- 1950年（昭和25年）8月 - 朝鮮戦争勃発により第7歩兵師団が朝鮮半島に派遣される。
- 1951年（昭和26年）5月 - 千歳第2地区にオクラホマ州第45歩兵師団（45th Infantry Division）12,000名が移駐。
- 1951年（昭和26年）5月8日 - 閣議決定により千歳飛行場の軍民共用が許可される。
- 1951年（昭和26年）12月 - 第45歩兵師団が朝鮮半島に派遣される。
- 1952年（昭和27年）1月 - 第1騎兵師団（1st Cavalry Division）12,000名が移駐。
- 1952年（昭和27年）7月26日 - キャンプ千歳（FAC 1002）としてアメリカ軍への提供施設・区域となる。
- 1953年（昭和28年）5月 - 千歳第2地区にASA（陸軍保安局）通信施設が設置される。
- 1953年（昭和28年）10月 - 千歳飛行場の西側滑走路が改良される（2,700m×45m）。
- 1954年（昭和29年）10月1日 - アメリカ空軍第4戦闘迎撃航空団（4th Fighter Interceptor Wing）が移駐。
- 1954年（昭和29年）11月 - 第1騎兵師団の主力が撤退。
- 1955年（昭和30年）3月8日 - 第4戦闘迎撃航空団が改編される。

第4戦闘爆撃航空団（4th Fighter Bomber Wing）となる。
- 1955年（昭和30年）4月 - 第4戦闘爆撃航空団の兵員1,500名が一部を残して撤退。
- 1956年（昭和31年）3月 - 千歳第3地区の一部が返還される。
- 1956年（昭和31年）4月25日 - 第4戦闘爆撃航空団が改編される。

第4戦闘昼間航空団（4th Fighter Day Wing）となる。
- 1957年（昭和32年）2月 - 千歳第1地区の一部が返還される。
- 1957年（昭和32年）12月8日 - 第4戦闘昼間航空団が千歳飛行場から撤退。
- 1958年（昭和33年）1月 - 千歳第2地区から第1地区へアメリカ陸軍管理部隊が移駐する。
- 1958年（昭和33年）9月 - 千歳飛行場の航空管制権がアメリカ空軍から返還される。
- 1959年（昭和34年）1月 -  千歳第1地区からアメリカ空軍管理部隊が撤退。
- 1959年（昭和34年）3月31日 - 千歳第1地区が在日米空軍から陸軍に移管される。
- 1959年（昭和34年）7月20日 - 千歳第1地区の大部分（約1,366ha）が返還される。

千歳飛行場が航空自衛隊に完全移管される。
- 1959年（昭和34年）10月 - 千歳第3地区へ第1・2地区の施設を移転することが決定。

第1・第2地区のASA通信施設区域、射撃場などの施設を第3地区へ集約することが決定。
- 1960年（昭和35年） - 千歳第1地区の管理部隊が第3地区に移駐。
- 1966年（昭和41年）3月 - キャンプ千歳の電波障害制限地域指定をアメリカ側が申入れる。
- 1970年（昭和45年） - OTHレーダーの建設工事が着工する（のちに一時中断される）。
- 1970年（昭和45年）12月28日 - 通信所（クマ･ステーション）が閉鎖される。

軍人73名、軍属15名、職員85名を残して在日米軍部隊の大半が撤退する。
- 1971年（昭和46年）4月8日 - 日米合同委員会（JC）でキャンプ千歳における自衛隊の共同使用が合意される。
- 1971年（昭和46年）春 - OTHレーダーの建設工事が再開される。
- 1971年（昭和46年）7月1日 - 「キャンプ千歳の共同使用等に関する日米政府間協定」が締結される。
- 1972年（昭和47年）夏 - OTHレーダーが完成。

アメリカ空軍第14通信中隊（14th Communications Squadron）による運用が始まる。
- 1975年（昭和50年）3月17日 - 日本国内のOTHレーダー運用停止が決定される[6]。
- 1975年（昭和50年）3月24日 - キャンプ千歳の一部が返還される。
- 1975年（昭和50年）6月30日 - OTHレーダーが撤去され、キャンプ千歳から全ての在日米軍部隊が撤退する。
- 1976年（昭和51年）3月31日 - キャンプ千歳が一部返還（約193ha）、キャンプ千歳補助施設が全面返還される（最終返還分約108ha）。
- 2010年（平成22年）現在 - 提供継続中